# Hanshi Gijin Hiramatsu
Yoshihito Hiramatsu Kobayashi (nombre de pila) (14 de septiembre de 1937 en Nagano, Japón - 21 de octubre de 1997, Maracaibo, Venezuela) fue un maestro japonés de kárate y Kobudō.

## Biografía

### Infancia
平松   義人 先生 Nació el 14 de septiembre de 1937 en Nagano, Japón.
A la edad de 5 años, su padre, quien era un hombre muy aguerrido, le da las primeras lecciones de artes marciales inspiradas en el kendo. Años más tarde el Maestro Hiramatsu recibiría enseñanzas de judo y jujitsu, hasta trasladarse a Tokio, ya joven, donde sería eterno discípulo del Maestro Kanken Toyama.
El maestro Hiramatsu mantuvo intactas sus tradiciones y nunca perdió su esencia japonesa considerada por él tan importante como la okinawense, a pesar de no haber nacido allí, en su adolescencia estuvo inspirado por la aguerrida fuerza del Emperador, en ese momento se desarrollaba la guerra y eran tiempos muy difíciles, desde 1949 hasta 1966 sus entrenamientos de karate y kobudo estuvieron dirigidos al fortalecimiento espiritual y la supervivencia, nunca tuvo una visión deportiva de las Artes Marciales ni ningún tipo de conceptos superficiales en la formación de valores, explicaba lo que significaba para los japonés la palabra NISEI después de haber salido de Japón y permanecer mucho tiempo en el exterior.

### Entrenamiento
Ser aprobado para entrenar en un dojo tradicional okinawense era algo difícil puesto que el aspirante a ingresar debería cumplir los requisitos exigidos por el maestro, en este caso el joven Hiramatsu tuvo que pasar difíciles pruebas para ser aceptado por su Maestro Toyama y ganarse su confianza.
Algunas veces para poder comprender algunos katas tenía que observarlos a escondidas, ya que su Maestro le prohibía aprenderse una nueva técnica hasta que la anterior no estuviese bien pulida.
El Maestro Hiramatsu siempre, antes de tomar una decisión, consultaba el libro de su Maestro y con una reverencia ante su foto solicitaba el permiso y la orientación necesaria. Generalmente hacía referencia de la actitud de su Maestro en comparación con Miyamoto Musashi, el samurái más grande de toda la historia del Japón.
Generalmente estas historias eran tomadas como punto de partida por el Maestro Hiramatsu para resaltar cualitativa y cuantitativamente las virtudes de su Maestro y de aquellas personas admirables de la historia contemporánea marcial. Siempre con el propósito de fundamentar en sus estudiantes la inquietud por el estudio y la investigación, observando si había en nosotros alguna duda o falta de credibilidad, transmitiendo la gran enseñanza de que en aunsencia del maestro el respeto se hace más grande. Luego del fallecimiento de su maestro en 1966 Osensei Hiramatsu se dedica a la mejora e investigación de las técnicas aprendidas recorriendo muchos dojos en Okinawa, también en su adolescencia viajaba a okinawa a entrenamientos con maestros como : Miyagui Chojun, Nagamine Shoshin, Chibana Choshin, elaborando un esquema de enseñanza único para el karate Shorin Ryu incluyendo 5 estilos tradicionales en uno solo. Existe un libro editado por Dai Shihan Kanken Toyama en el cual aparecen registrados todos los estudiantes avanzados reconocidos de Shudokan, al momento de su publicación aún Osensei Hiramatsu no había obtenido el titulo de Shihan 5° Dan requisito para ser incluido, sin embargo dada la notoriedad del Maestro como discípulo de Dai Shihan Toyama se le permitió solo a él hacer el ritual de limpieza del Rostro del Maestro Toyama al fallecer. El karate Shudokan impartido por Osensei Hiramatsu es reconocido hoy día a nivel internacional como una de las mejores captaciones antiguas de la expresión técnica de Dai Shihan Toyama. La metodología de enseñanza de Osensei Hiramatsu estaba expresada en someter a prueba constantemente el temple espiritual de sus Discípulos creando situaciones difíciles de superar, forjando así poco a poco el carácter de sus Discípulos con estrategias nunca antes vistas en alguna escuela de artes marciales en Venezuela.
El momento más esperado por todos sus estudiantes y por quienes lo rodeaban, era cuando se disponía a realizar un kata, ya fuera en exhibiciones o cotidianamente en su dojo. En ese momento la tensión era tal que solo se escuchaba el Zumbido del viento en su dojo de residencias Martin y los movimientos de los gatos (Tenía muchos animales domésticos entre perros, gatos, aves). Al principio, realizaba su ritual saludo e identificaba alguno de los aproximadamente 200 katas que había aprendido en karate y kobudo, sus movimientos se semejaban a los de un soldado atacado por 10 personas en plena batalla, mantenía un ritmo de entrenamiento difícil de igualar en una ciudad tan calurosa como Maracaibo entrenó 8 horas diarias durante 18 años de los 20 que vivió en nuestro país; 4 horas de karate y 4 horas de kobudo, comenzando su jornada a las 5 de la mañana.Su nombre en el karate Gijin   義人  que significa persona de principios de Grandes virtudes, hombre justo y técnicamente hablando persona que salta muy alto.

### Llegada a Venezuela
En mayo de 1977, llega a Venezuela en compañía de su discípulo en kobudo y compañero de habitación maestro Katsuhiko Morita, ambos invitados por el Profesor Marcelo Boldrini y Kunio Tanabe, su proyecto en México no tuvo cabida.Decide independizarse llevar el rumbo de su vida de acuerdo a su forma de ser y sin depender de nadie, y así estuvo sin un sitio fijo de vivienda por espacio de 1 año aproximadamente dando clases de correcciones del estilo Shotokan en el Dojo del Sensei Boldrini y hasta conseguir su dojo Hombu Okinawakan. Allí permaneció por espacio de 8 años, siendo este el dojo que le diera su proyección a nivel nacional e internacional, ubicado en residencias Martin Av El Milagro Maracaibo Venezuela, allí recibió la visita de 7 maestros okinawenses en abril de 1983 dando por inaugurada la Federación Internacional de Okinawa kobudo en nuestro país, años más tarde en 1987 es oficializado también como representante de la organización Jinbukan Directamente por el Hanshi Katsuyoshi Kanei, hay que destacar que al maestro no le gustaba asistir a las competencias pues su karate y kobudo no eran deportivos por ello nunca se federó solo a las competencia en homenaje a algún maestro o para celebrar aniversario o realizar alguna exhibición, mantenía la tesis de que el exceso de competencias desvirtuaba la verdadera senda que un budoka debe emprender, ya que genera sentimientos negativos como la competitividad para descalificar el talento de los demás seres humanos, arrogancia, egolatría y posturas muy deportivas para convertirse en un ser humano de etiqueta en el relacionamiento humano, a eso el le llamaba "TAGARU KOKORO", y su filosofía de la vida era "KOKOROSASHI"; noble sentimiento marcial donde el esfuerzo de espíritu, mente y cuerpo debe ser para siempre.Una vez que sus Discípulos entraban a un nivel avanzado después de un duro entrenamiento dentro y fuera del dojo les dejaba bien claro que la mentira no estaba contemplada bajo ninguna circunstancia, que era algo deshonroso que manchaba el alma, para él un estudiante mentiroso era igual a un ladrón, explicaba que en la sociedad donde él fue formado era así de catalogado un individuo mentiroso y no era digno de llevar puesto un Karategui, a partir de cinturón marrón los estudiantes debían asistir al dojo vestidos con corbata, Kyoojin 恭 人 (Persona Respetuosa que reverencia las buenas costumbres la Educación) una vez realizado el saludo daba inicio una sesión de karate que podía algunas veces prolongarse mucho más de lo establecido y en algunas oportunidades la totalidad del entrenamiento se realizaba en cuclillas, sin poder estirar las piernas, eran entrenamientos rigurosos, si alguien intentaba subir el maestro le aplicaba un Itosashi ipon ken (Coscorron, cariaco) en la cabeza, necesitando los estudiantes mucho poder de concentración para no desvanecer, patadas, bloqueos, golpes y muchas más estrategias eran solicitadas por el maestro quien también lo hacía en cuclillas.
El Maestro Hiramatsu era una persona muy querida y solicitada en la sociedad del karate y del kobudo Okinawense.

### OkiGikukenDo
En el año 1983 el Maestro Hiramatsu decide dar a conocer su propio estilo, el “Gikuken Karate Do”, un manantial de técnicas inspiradas en las enseñanzas de su maestro, cuyo proyecto tuvo inicio en Japón desde la fundación de su primer dojo en 1972,técnicamente hablando tenía influencia China, con técnicas de codo a tiempos muy alternados, con palancas, proyecciones e inmovilizaciones, cabe destacar que el Maestro al ejecutar sus Katas, realizaba movimientos muy fluidos, sin posturas mostradas y con mucha rapidez los Katas eran muy cortos con un máximo de duración de 2 min.
Los nombres que le dio a los Katas de su estilo son:
• Neifanshi. (3 en uno)
- Yodan Ken
- Chudan Ken
- Gedan ken
- Ura Uchi ken
- Gigitepo
- Shengi  (Shenguinihoken)
- Kangi
- Kangi Dai
- Hiramatsu no Passai

En resumen, en la Escuela Okinawakan del Maestro Hiramatsu, se transmitía la esencia del Karate OKINAWA SEITO SHUDOKAN Shorin Matsubayashi, Kobayashi, Shobayashi, Tomarite, Goju Ryu de:Jinbukan, Shoreikan, Okinawa Matayoshi Kobudo y Shudokan Kobudo, y el estilo creado por el Maestro Hiramatsu, Gikuken, debido a esto el Maestro alcanzó el título de Hanshi y le llamamos Osensei post mortem, por ser fundador de su propio estilo.
Los kata de shorin Ryu Clásico que transmitió fueron los siguientes:
- Naihanchi Shodan
- Naihanchi Nidan
- Naihanchi Sandan
- Fukiun ata ichi
- Fukiun ata ni
- Pinan Shodan
- Pinan Shodan dai ni
- Pinan nidan
- Pinan nidan dai ni
- Pinan sandan
- Pinan sandan dai ni
- Pinan yodan
- Pinan yodan dai ni
- Pinan godan
- Pinan godan dai ni
- Bassai
- Kobayashi pasai
- Ananko
- Jitte
- Jin
- Jion
- Wankan
- Ananku
- Chinto
- Tomarite passai
- Chibana no passai
- Aragaki no Sochin
- Aragaki no niseishi
- Aragaki no Seisan
- Wanshu
- Rohai
- Gojushiho
- Gojushiho Dai
- Chibana no Kushanku
- Tomarite Kushanku
- Tomarite Chinto
- Aragaki no Unsu(a ningún estudiante)
- Oki koryu Gojushiho(a ningún estudiante)

Jamás en la escuela del Maestro Hiramatsu se transmitieron enseñanzas del estilo Shito Ryu o Shotokan, ni mucho menos Wado Ryu ni Uechi Ryu; corregía mucho la postura de sus estudiantes para que estas no tuviesen similitud con las de estos estilos antes mencionados,(Sin menosprecio) advirtiendo severamente a los estudiantes superiores para que entrenarán y no olvidasen ni cambiarán nunca la técnica preservando lo que él había con mucho esfuerzo aprendido y enseñado.
Los kata de Gojuryu que transmitió fueron los siguientes:
- Gekisai dai ichi (meibukan, jinbukan, Shudokan)
- Gekisai dai ni (meibukan, jinbukan, Shudokan)
- Saifa ( meibukan,shoreikan, shudokan)
- Seiunchin (seienchin)
- Shisochin
- Sanseiru
- Sanchin
- Tensho
- Sepai
- Kururunfa
- Sesan
- Superimpei (Pechurin)

### Otros Datos
El Maestro Hiramatsu era ebanista de profesión, capaz de hacer maravillas con la madera, también era electricista, plomero, albañil, ( nunca fue masajista,ni experto en medicna china ) toda una persona preparada, no cabe duda que la educación recibida por el Maestro en Japón fuera óptima, el piso de su segundo Dojo al aire libre ubicado en la Urbanización sucre fue construido por El con ayuda de los estudiantes que recibieron una clase de albañilería marcial. Antes de salir de Japón, relataba, que ganaba 100$ por día, trabajando su profesión de ebanista, cuando un estudiante abría un dojo el premiaba el esfuerzo realizando una exhibición de karate y kobudo muy antiguo y obsequiando el emblema del Dojo tallado en Madera, el tamaño del emblema era proporcional al sentimiento desplegado por el estudiante en su entrenamiento. Era capaz de resolver cualquier problema con la calma y paciencia que lo caracterizaban, generalmente en nuestras reuniones nos hablaba mucho de la historia de Japón y de su evolución, pero su tema preferido era Okinawa y la forma como se desarrollaron y crecieron los antiguos Maestros.
En un día del mes de mayo de 1983, el Hanshi Hiramatsu realizaba uno de sus rutinarios entrenamiento, coloco las Tonfas en el piso para tomar un ligero descanso, en ese momento observó la forma que tomaban las tonfas unidas de punta a punta. Analizándola, decidió idear una nueva arma, en la primera impresión le pareció que quedaría muy larga, entonces decidió unirlas de manera inversa con cinta adhesiva, ya con el arma construida, decidió darle el nombre de Korunfa (Giratoria), este instrumento para la práctica del Okinawa Kobudo, fue presentado al Hanshi Katsuyoshi Kanei, en el Campeonato Internacional de Okinawa Kobudo, realizado en la ciudad de Maracaibo en 1987, Korunfa Kata (que luego pasó a llamarse Korunfa Dai), Kanei Sensei decidió llevar la Korunfa a Okinawa para su inclusión en los programas de enseñanza de Kobudo.
Debe quedar claro que gracias al ingenio y creatividad del Maestro Hiramatsu, fue que este instrumento de práctica fue creado y difundido. Actualmente existen 3 Katas y 1 Hojoundo de este implemento. Osensei Hiramatsu no nombró a ninguno de sus estudiantes como sucesor o heredero de sus técnicas, dejó a cada uno un nivel técnico el cual se manifiesta por antigüedad y conservación de la técnica OKIGIKUKENDO la cual fue su unica y verdadera escuela fundada.
- KATA DE OKINAWA KOBUDO:
- Bo -Hiramatsu bo ichi-Hiramatsu bo ni- Hiramatsu bo san- Fukiun ata (kanei)- Daini ichi (toyama)-Daini ni (Toyama)-Daini san (toyama)-Hiramatsu sonakake no kon- Choun no kon ( Matayoshi )-Shushi no kon ( Matayoshi )-Sakugawa no kon ( Matayoshi )- Amani bo (Bojitsu)
- Tonfa:kata ichi-kata ni-kata san -Matayoshi kata ichi-Matayoshi kata ni -Wutsung no tonfa
- Sai: Kata ichi - kata ni - Kata san - Ni cho sai (Matayoshi) - San cho sai ( Matayoshi) - Toyama no sai - Tawada no sai,Tsuken Sai, Yaka no sai.
- Nunchaku: Nunchaku Kata - Nunchaku Kata ichi - Matayoshi kata ichi.
- Ieku: Chikin akachu no ekude.
- Sansetsukon - Hakuho
- Kama: Hiramatsu no kama
- Chogama: Hiramatsu bo kama no kata
- Toronchin: Toronchin no kata
- Sanhokon
- Nunti bo
- Tempe (timbei)
- Nichokusarigama
- Korunfa
- Tekko

A pesar de todos sus conocimientos, el Maestro Hiramatsu nunca hizo gala de ellos para comercializar su vida, por el contrario, prefirió vivir discretamente y pasar desapercibido en total desapego por el mundo material, tuvo un solo par de zapatos el cual cuidaba al igual que los pocos bienes que poseía, el dinero que percibía por la realización de algún examen de grado lo compartía con sus estudiantes en reuniones para conmemorar el momento y la alegría de nuevo ascenso siempre después de haber apartado parte del mismo para sus donativos al Hogar clínica San Rafael, el dinero que ganaba por las mensualidades que le cancelaban sus estudiantes le alcanzaba justamente para pagar el arrendamiento de la casa donde vivía y los servicios. Muchas veces la gente se preguntaba por qué el Maestro Hiramatsu no aprendía hablar español, y él explicaba que el idioma del budo no era japonés, inglés, francés o español, solamente hacía falta el sentimiento de corazón a corazón y ganarse la confianza del maestro, para transmitir la enseñanza, los asistentes del maestro eran los encargados de elaborar los contratos de alquiler, cancelar los servicios de electricidad, teléfono, agua, hacer las compras de víveres en el supermercado, dar las clases, limpiar el dojo, todo con una conducta de sumisión y humildad. Nos mostro y educó el verdadero significado de la palabra SENSEI, en una organización hay un solo SENSEI y ese debe ser el que nació antes que todos y acumula mas experiencia, brinda respeto y es un ejemplo vivo de humildad de sentimientos.
Todos los 1 de enero de cada año, los estudiantes yudansha (avanzados)visitamos al maestro para desearle un feliz año, realizábamos entrenamientos y era el día en que nos contaba las historias del karate okinawense, escribiendo sobre el piso de su dojo con una piedra de granzón el linaje de sus antepasados en el karate:Kushanku, Matsumura, Matsomora, Itosu, Higaonna, Toyama etc, encendía dos velitas y realizaba una oración de gratitud a DIOS por permitirnos recibir un nuevo año, oraba por el descanso en paz de su maestro y de todos los maestros que habían precedido la historia del karate y el kobudo okinawense. Antes de entrar a su casa nos preguntaba “¿Has tenido algún problema con tu papá o tu mamá?”, si alguno de sus estudiantes respondía afirmativamente le decía “No puedes entrar hoy, 1 de enero, has venido a estar en paz con tu maestro, pero debes estar en paz con tus padres primero..., por favor, devuélvete y pídele perdón a tu padre o a tu madre por lo que sea que haya ocurrido, tengas o no tengas la razón, si no lo haces de corazón y con sinceridad, no vuelvas”.
El Maestro Hiramatsu murió de cáncer de páncreas en 1997 (Venezuela). Los estudiantes más antiguos que destacaron en la escuela del maestro Hiramatsu fueron : Manuel López quien recibió 5°Dan de karatedo, fue un joven que entregó su juventud a la práctica del karate haciendo labores más allá del entrenamiento técnico, llevando grandes responsabilidades que el maestro le asignaba Hoy en día cuenta con 62 años(1958). Daniel López 5°Dan, llegó a la escuela del maestro con un grado de 4°Dan Shotokan y lo abandono por petición del maestro comenzando su entrenamiento de karate y kobudo okinawense con cinta blanca, hoy en día cuenta con 66 años de edad(1954). Martin García Hasselbrinck 5°Dan de Karatedo y 5°Dan Kobudo, hoy en día con el grado de 7°Dan y 55 años de edad(1965), también recibió la responsabilidad de la logística de la 3.ª visita de Kanei Sensei y el caso legal de Jinbukan en Venezuela, todos recibieron el título de Shihan de manos del maestro Hiramatsu, otros estudiantes que destacaron y abrieron escuelas de expansión de las enseñanzas del maestro fueron:Hanshi lucio Farias quien dirigía su dojo desde valencia Venezuela, fallecido en USA con 76 años y más de 60 de experiencia, su escuela quedo al mando de su hijo federico farias Hanshi 8° Dan, Justo Alberto Aguirre en España, SHIHAN Juan Pablo Nuñez Regueiro en Argentina, afiliados a Seibukan de Venezuela OKIGIKUKENDO, escuela tradicional que conserva el legado del maestro Hiramatsu y que fue aprobada Por ÉL mismo días antes de fallecer. También fueron estudiantes Cinturones Negros : Edgar Albakian desde 1980 hasta 1986 alcanzando el grado de 3.er Dan, Levy Pirela, Luis Borjas, Ivan Borjas, Jorge Borgas, Nestor Borjas, Maria Borjas, Marco Navarro, Ana Amparo Hernández,Alfredo Olivares, Juancarlo Briceño, Mario Bracho, Jose Herrera, Mariluz Bardaji, Luis Ugaz, Liotibert Macias, Teologis Biternas, Hnos Angulo, Jesús Fernández, Hnos Diaz, Ivaldo Prieto, Jose Oberto, Jesus Olivares, Gustavo Olivares, Gerardo Chang, Rafael Ocando, Nelson Moran, Dr Henrry Alvarado,Ernesto Agreda proveniente 
de otra escuela fue reconocido con 5° Dan de Karatedo, Shunji Sudo, Ruben Duque,Ideo Sugita Maestro de Judo y karate shorin Ryu Chef de cocina japonesa, Jose Troconiz Maestro de shotokan uno de los fundadores del karatedo en el estado Zulia, Jose Abreu Maestro de aikido, Eudo Villalobos, Dixon Villanueva, Andres Cristalino, Danilo iguaran, Nelson Sanoja ( sapo ), Alexander Chacin (sargento), Leogivildo Quintero, Richard Rojas,Carlitos Gonzales, Henlli Arambulo, Miguel Davila. El sr Nestor Borjas recibió cinturón negro honorario por toda la colaboración dada para la expansión del arte del kobudo y el karate en nuestra ciudad, también fue nombrado primer presidente de la Asociación Zuliana de Okinawa Kobudo.  Los estudiantes nombrados asistentes (uchideshi)por el maestro Hiramatsu fueron:de 1977 a 1985 Manuel López y de 1985 a 1996 Martín García Haccelvrink.  La noche antes de fallecer el maestro en el hogar clínica San Rafael se levantó de su cama con jeringas clavadas en sus antebrazos, que le suministraban medicamentos para calmar el dolor diciendo:"Necesito entrenar yo quiere practicar" y en ese instante comenzó a realizar el kata sanchin, sacando fuerzas de donde no las había y notoriamente endeble... al día siguiente volvió a hacer una prueba de fuerza con su discípulo de nombre Nixon al intentar hacer un pulseo de antebrazos falleció. Hoy día ha sido creado el concilio de Estudiantes antiguos OKIGIKUKENDO, conformado por los estudiantes de mayor relevancia con el deseo de preservar la herencia dejada por Osensei Hiramatsu, en cuyo organismo se otorgan títulos y licencias a aquellos seres humanos de elevados ideales que deseen practicar la filosofía integral Hiramatsu. Está conformado por : Kyoshi Martin Garcia Haccelvrink,Presidente director técnico. Shihan Juan Pablo nuñez Regueiro ( Argentina), Shihandai Justo Aguirre Weffer ( ESPAÑA) , Shihandai Ivan Borjas ( CHILE) , Shihandai José Herrera Newman ( Shangai CHINA) , Shihandai Alfredo Olivares ( USA), Shihandai Juancarlo Briceño  ( Chile) , Shihandai Jorge Borjas ( Venezuela) , Shihandai Gerardo Chang  ( USA), Shidoin Gustavo Olivares  ( Chile).
Clarificación:
Es propio de los seres humanos nobles guardar respeto por la tradición y honrar el esfuerzo de sus antepasados con actitudes ejemplares, así nos mostró el camino HIRAMATSU SENSEI con firmeza de carácter, reciedumbre y compasión por los más débiles, nos dejó claro que el camino del guerrero trasciende que el entrenamiento es para el espíritu más que para el cuerpo físico, sin Hipérboles Cómo pulverizar sacos de arroz a los 5 años o participar en la Segunda Guerra Mundial con 10 años de edad! EL maestro que conocimos era un ser humano como todos con virtudes y carencias, no era un superhéroe, su vida no fue una fábula aunque rompía piedras con sus manos y retaba a duelos de muerte cuando veía amenazado su honor, así transcurrieron 20 años de su vida en nuestra querida MARACAIBO, con el anhelo de volver a su JAPÓN natal fue sembrado en nuestro país..Hoy la cosecha ha dado sus Frutos.